# アマ四強 (囲碁)
アマ四強（アマよんきょう）は、1950年代以降に台頭し、長らく活躍した囲碁のアマチュア強豪棋士4名、菊池康郎、平田博則、村上文祥、原田実を指す。
1950年代から1960年代にかけては、各アマチュア棋戦で4名で優勝をほぼ独占。1976年、安永一とアマ四強には、「アマチュア初の七段位」が日本棋院から贈られた。その後も2000年代ごろまでアマチュア棋戦で実績を重ねた。
1967年には書籍『アマ四強はこうして強くなった』が誠文堂新光社から刊行された。
のちに西村修を含めてアマ五強、三浦浩を含めてアマ六強、中園清三を含めてアマ七強とも呼ばれた。彼らはその実績から、アマチュア棋戦で地方予選を免除され「招待選手」として全国大会から出場した。
2010年にアマチュア本因坊戦に過去４回以上の優勝者の菊池康郎、原田実、三浦浩、中園清三、平田博則の５名が、主催の毎日新聞社より名誉アマチュア本因坊の称号が贈られた。（５回優勝の村上文祥は、1999年に死去していた）